# Nostalgia (romance)
Nostalgia é um romance do escritor romeno Mircea Cărtărescu.
Foi publicado pela primeira vez na Romênia sob o título Visul ("O Sonho") em 1989 pela Editura Cartea Româneasca, após ter sido censurado. Foi publicado em sua forma completa como Nostalgia em 1993 pela Humanitas. Posteriormente, foi traduzido para o francês, alemão, húngaro, espanhol e outras línguas, e indicado a prêmios literários em toda a Europa, incluindo o Prêmio da União Latina. Em 2018, o romance foi traduzido para o português por Fernando Klabin e publicado pela Mundaréu.

## Enredo
A primeira seção, que é ela própria o prólogo, descreve o mundo de Bucareste pré-guerra, narrado por um autor envelhecido e potencialmente moribundo, enquanto se concentra na história improvável e explicitamente impossível de um jovem sem-teto que serve como o centro teimoso de jogos de roleta-russa progressivamente mais absurdos, que se tornam progressivamente mais frequentados pela elite abastada da capital.
A segunda seção dá vida a um universo infantil por meio de um estilo de escrita realista mágico, que se concentra em um messias pré-adolescente que começou a perder seus poderes mágicos enquanto realizava maravilhas para seus jovens seguidores. Esta seção tem uma cena famosa que faz o leitor se sentir um voyeur no mundo de Proust, quando o personagem principal cai em "nostalgia insuportável" em virtude de um isqueiro rosa brilhante.
A terceira seção é uma exploração do ápice do amor romântico entre dois adolescentes, culminando com a troca de almas entre eles após a primeira noite juntos.
A parte final da parte principal deste livro gira em torno de Nana, uma mulher de meia-idade envolvida em um caso com um estudante universitário, bem como em suas memórias de quando tinha 12 anos, quando foi visitada por um casal de esqueletos gigantescos, mãe e filho.
A última parte deste romance se concentra em um homem que se torna obcecado pela buzina do seu carro, cujas repercussões vão muito além do seu controle.

## Recepção
Na introdução à edição New Directions da tradução para o inglês, Andrei Codrescu, escritor, crítico e apresentador da National Public Radio, descreveu o livro como uma introdução a "um escritor que sempre teve um lugar reservado para si em uma constelação que inclui os Irmãos Grimm, E. T. A. Hoffmann, Franz Kafka, Jorge Luis Borges, Bruno Schulz, Julio Cortázar, Gabriel García Márquez, Milan Kundera e Milorad Pavić, para citar apenas alguns."
Laura Savu escreveu sobre Cărtărescu na World Literature Today: "Seu fervor intelectual, seu deslumbrante jogo linguístico e sua prosa visceral... frequentemente tocam em um ponto sensível da cultura."